# Eri
eri（えり、1983年2月11日 - ）は、ニューヨーク生まれ、東京育ちのミュージシャン、chico、mother、VTOPIAのデザイナー。
ビンテージショップDEPTのオーナー兼バイヤー。 血液型O型。

## 略歴
1997年、「立花ハジメとLow Powers」のボーカルとしてアルバムをリリース。
2001年、雑誌『Olive』にて連載を開始。
2002年、ブランド「chico」スタート。
2004年、ブランド「mother」スタート。中目黒に旗艦店をオープンする。
2006年、市川実和子、東野翠れんとの共著『縷縷日記』（リトルモア）を上梓。
2007年、雑誌『装苑』にて「100の隙間」連載開始。
2009年、ジュエリーブランド「VTOPIA」スタート。
2015年、自身の父が1980年にアメリカで起業し日本のヴィンテージショップの先駆けであった「DEPT」を再スタートさせる。
2016年、テーブルウェアブランド「TOWA CERAMICS」をスタート。
2018年、「DEPT」原宿店が表参道・キャットストリートへ移転。
2019年、世界貿易輸入雑貨店「DONADONA」をフローリスト越智康貴とともに表参道・キャットストリートにオープン。ディレクターを務めるカフェ「明天好好」一号店が中目黒にオープン。